# Лімузенські семирічні остенції
Семирічні остензії Лімузена (фр. Ostensions limousines) — серія релігійних процесій на честь пам'яті мощей римо-католицьких святих у Лімузені, Франція, які відбуваються кожні сім років, у роки, що діляться на 7, остання — 2023 рік.
Пам'яткf були внесені ЮНЕСКО в 2013 році (8.COM) до Репрезентативного списку нематеріальної культурної спадщини людства.

## Галерея

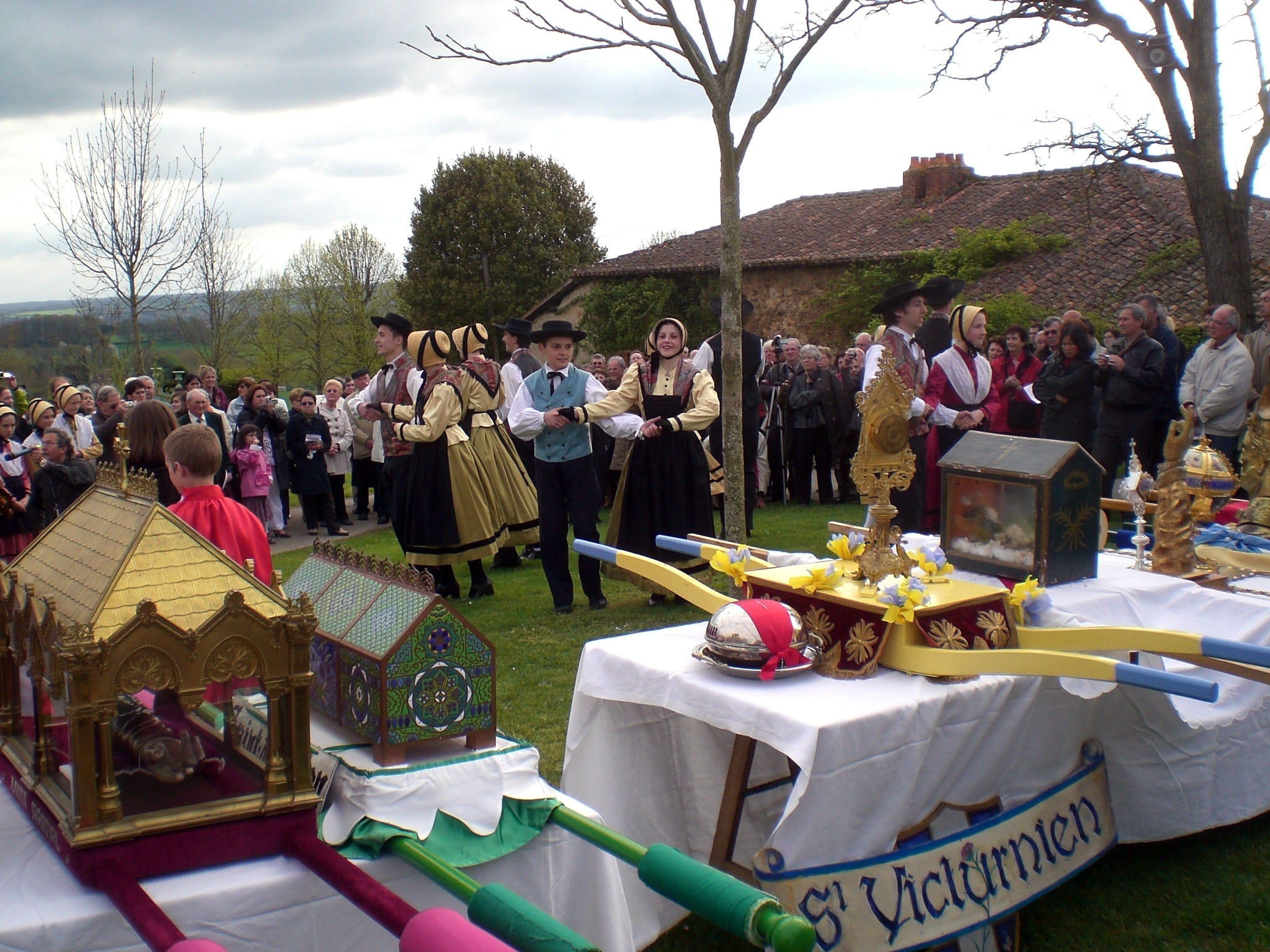
2009 від FCL